# Michele Godena
Michele Godena (* 30. Juni 1967 in Valdobbiadene, Provinz Treviso) ist ein italienischer Schachspieler.

## Leben
Das Schachspielen lernte Michele Godena im Alter von fünf Jahren von seinem Vater. Der in Treviso wohnende Schachprofi wurde 1988 Internationaler Meister und trägt seit 1996 den Großmeistertitel.

## Schach

### Einzeltitel und Einzelturniere
Fünfmal gewann er die italienische Einzelmeisterschaft (1992/93, 1994, 1995, 2005 und 2006), dreimal wurde er Zweiter (1990, 1998 und 2009). Bei der Meisterschaft 2006 in Cremona lag er mit dem damals 14-jährigen Fabiano Caruana gleichauf mit 8 Punkten aus 11 Partien, gewann aber in einer Schnellschach- und Blitz-Entscheidung. Bei der EU-Meisterschaft im Juni 2007 in Arvier wurde er Zweiter hinter dem Serben Nikola Sedlak, wird jedoch als EU-Meister geführt (als Nachfolger von Nigel Short), weil Serbien nicht Mitglied der EU ist.
Godena gewann das Pentium 4-Intel-Turnier in Mailand in den Jahren 2002 und 2003. Im Jahr 2003 gewann er auch das ITT-Turnier in Taormina. 2004 gewann er das FE-Turnier in Savigliano und wurde geteilter Sieger des Opens in Pula. 2005 gewann er das 8. Stadt-Open von Pescara. Im April 2007 wurde er geteilter Sieger des 1. Casino-Opens in Lugano. Das 2. Internationale Schachopen in Lugano gewann er im März 2008 punktgleich vor Namiq Quliyev. Im August 2008 gewann er das 11. Novotel Open in Genua.

### Nationalmannschaft und Vereinsmannschaften
Beim Mitropa-Cup 1982 spielte er erstmals in der italienischen Nationalmannschaft. Insgesamt nahm er zwischen 1982 und 2015 an 13 Mitropa-Cups teil, er gewann 2010 mit der Mannschaft und erreichte 1983 und 2011 jeweils das beste Ergebnis am dritten Brett. Von 1988 bis 2012 nahm Godena für Italien an allen 13 Schacholympiaden teil, er spielte dazu von 1992 bis 2015 bei allen elf Mannschaftseuropameisterschaften.
Für Vereinsmannschaften spielt er in der französischen (für die Association Cannes-Echecs), Schweizer (früher für Genf, mit denen er am European Club Cup 1997 teilnahm, bis zur Saison 2003 für den Schachklub Luzern, danach für Mendrisio, mit denen er 2008 am European Club Cup teilnahm, 2016 für den SK Réti Zürich und danach erneut für Mendrisio) und italienischen (zunächst für Vimar Scacchi Marostica, mit denen er am European Club Cup 1994 teilnahm, dann am Spitzenbrett des ASA Penne, mit denen er am European Club Cup 2005 teilnahm, anschließend erneut am zweiten Brett und Spitzenbrett von Vimar Scacchi Marostica und zuletzt am sechsten Brett von Risarcimento Padua, mit denen er 2012, 2013 und 2015 am European Club Cup teilnahm) 1. Liga. 2007 wurde er mit Mendrisio Schweizer und 2012 mit Padua italienischer Mannschaftsmeister. Später wechselte er in Italien zu Lazio Scacchi Master. Seit 2012 spielt er auch in der israelischen höchsten Spielklasse.

### Sonstiges
In seinem Spiel kommt Godena häufig in Zeitnot.
Die italienische Elo-Rangliste hat er lange Zeit angeführt.

## Veröffentlichungen
- La mia Siciliana. Caissa Italia, Rom 2007, ISBN 978-88-88756-56-1.
- Bruno Codenotti; Michele Godena: A scuola die scacchi da Alice. Hoepli, Mailand 2019, ISBN 978-88-203-9157-7.